# Mausoleo del Che Guevara
El Mausoleo del Che Guevara, oficialmente Conjunto Escultórico Memorial Comandante Ernesto Che Guevara, es un monumento ubicado en Santa Clara, Cuba.
Alberga los restos del médico, político, guerrillero y dirigente comunista en Cuba, Ernesto Guevara y veintinueve de sus compañeros combatientes que murieron en 1967 durante el intento de Guevara de impulsar un levantamiento armado en Bolivia. El área total incluye una estatua de bronce de 6,7 metros de Guevara.
Guevara fue enterrado con todos los honores militares el 17 de octubre de 1997, después de que sus restos exhumados fueron descubiertos en Bolivia y devueltos a Cuba. En el lugar, hay un museo dedicado a la vida de Guevara y una "llama eterna" encendida por Fidel Castro en memoria del guerrillero Guevara.
El Conjunto comenzó su construcción el 14 de junio de 1987, y fue inaugurado el 28 de diciembre de 1988 con la estatua de Ernesto Guevara como gran atracción. La estatua fue encargada al escultor cubano José Delarra.
Santa Clara fue elegida como la ubicación del monumento en memoria de la toma de la ciudad por parte de las tropas de Guevara el 31 de diciembre de 1958, durante la Batalla de Santa Clara. El resultado de esta batalla final de la Revolución Cubana fue que, el entonces gobernante y dictador cubano, Fulgencio Batista huyera al exilio.
Cerca de allí, en otra parte de la ciudad, un tren de suministros militar de la época de Fulgencio Batista fue descarrilado por Guevara durante la batalla y también permanece en su ubicación original.